# Nina Romasjkova
Nina Apollonovna Romasjkova-Ponomarjova (Russisch: Нина Аполлоновна Ромашкова-Пономарёва) (Smychka (Oblast Sverdlovsk), 27 april 1929 - Moskou, 19 augustus 2016) was een Russische atlete, die gespecialiseerd was in het discuswerpen. Ze nam viermaal deel aan de Olympische Spelen. Ze werd tweemaal olympisch kampioene. Met haar in 1952 behaalde titel was zij de eerste in de historie die voor de Sovjet-Unie olympisch goud veroverde.

## Biografie

### Start
Romasjkova begon in 1947 met atletiek, nadat zij zich had aangemeld bij de faculteit Lichamelijke Opvoeding van het Pedagogisch Instituut van Stavropol. In eerste instanties probeerde zij alle atletiekdisciplines uit, maar al gauw richtte zij zich op het discuswerpen. Een jaar later, negentien jaar oud, wierp zij de discus al naar 30,53 m om vervolgens in 1949 derde te worden bij de kampioenschappen van de Sovjet-Unie. Dat jaar begon zij ook te trainen bij Dimitri Markov, onder wiens leiding zij in de loop van haar carrière acht Sovjet-titels op haar naam zou schrijven.   

### Olympische titel bij debuut in 1952
In 1952 nam Romasjkova voor de eerste maal deel aan de Olympische Spelen. Ze won de olympische titel met 51,42, een verpulvering van het record van Gisela Mauermayer uit 1936. Haar gouden medaille was niet alleen de eerste in de historie van de Sovjet-Unie, ook de overige podiumplaatsen werden bezet door vertegenwoordigsters van de Sovjet-Unie, want het zilver was voor Jelizaveta Bagrjanzeva met 47,08 en het brons voor Nina Doembadse met 46,08. Romasjkova was dus na slechts drie jaar hard trainen olympisch kampioene geworden en dat leverde haar in de buitenlandse pers de titel 'Iron Lady' op. Een maand na haar olympisch succes scherpte ze haar eigen wereldrecord nog aan tot 53,61.
In 1954 werd Romasjkova Europees kampioene met 48,02. In 1956 behaalde ze de bronzen medaille op de Olympische Spelen in Melbourne. Als gevolg van een blessure die nog niet helemaal was genezen, had ze zich onvoldoende op deze Spelen kunnen voorbereiden. De Tsjecho-Slowaakse Olga Fikotová werd ditmaal olympisch kampioene.

### Opnieuw olympisch kampioene in 1960
Vier jaar later, op de Olympische Spelen van 1960 in Rome, stak Romasjkova echter opnieuw in een glanzende vorm en behaalde ze haar tweede gouden medaille met een olympisch record van 55,10. In datzelfde jaar werd ze onderscheiden met de Orde van de Rode Banier. Bij haar laatste olympisch optreden op de Spelen van Tokio eindigde zij als elfde. 
Kort hierna beëindigde Romasjkova haar carrière en ging ze werken als coach in Kiev. Sinds 1998 woonde ze in Moskou.

### Privé
Romasjkova trouwde twee keer en kreeg samen met haar tweede echtgenoot in 1954 een zoon.

## Titels
- Olympisch kampioene discuswerpen - 1952, 1960
- Europees kampioene discuswerpen - 1954
- Sovjet-Russisch kampioene discuswerpen - 1951, 1952, 1953, 1954, 1955, 1956, 1958, 1959

## Persoonlijk record
| Onderdeel    | Prestatie | Datum | Plaats |
| ------------ | --------- | ----- | ------ |
| discuswerpen | 56,62 m   | 1955  |        |

## Palmares
Kampioenschappen
- 1952:  OS - 51,42 m (OR)
- 1954:  EK - 48,02 m
- 1956:  OS - 52,02 m
- 1960:  OS - 55,10 m (OR)
- 1964: 11e OS - 52,48 m

1928: Halina Konopacka ·
1932: Lillian Copeland ·
1936: Gisela Mauermayer ·
1948: Micheline Ostermeyer ·
1952: Nina Romasjkova ·
1956: Olga Fikotová ·
1960: Nina Romasjkova ·
1964: Tamara Press ·
1968: Lia Manoliu ·
1972: Faina Melnik ·
1976: Evelin Schlaak ·
1980: Evelin Jahl ·
1984: Ria Stalman ·
1988: Martina Hellmann ·
1992: Maritza Martén ·
1996: Ilke Wyludda ·
2000: Ellina Zvereva ·
2004: Natalja Sadova ·
2008: Stephanie Brown-Trafton ·
2012: Sandra Perković ·
2016: Sandra Perković ·
2020: Valarie Allman ·
2024: Valarie Allman